# کلاهک (گیاه‌شناسی)

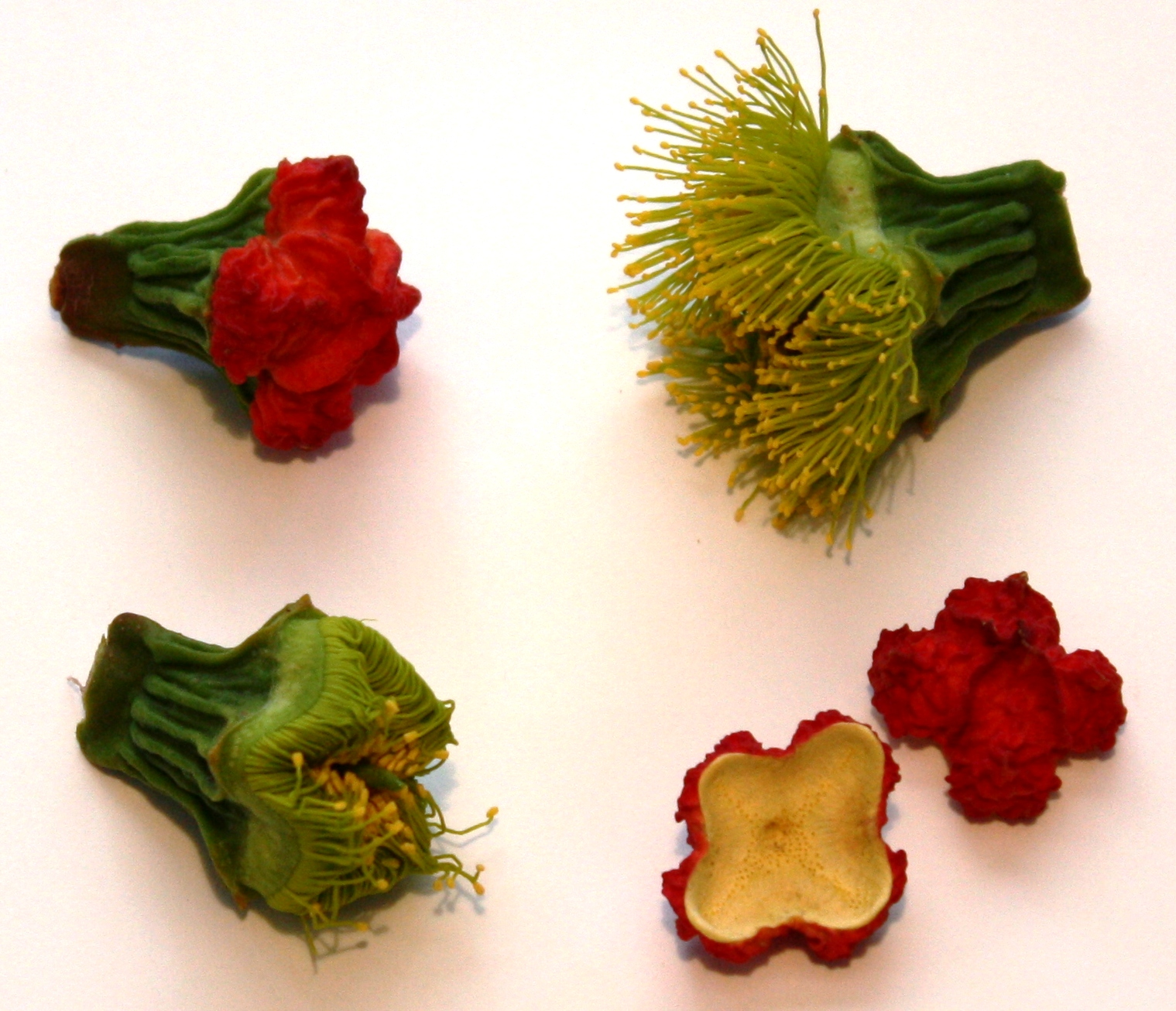
کلاهک قرمز در گیاه اکالیپتوس کلاه‌خود سرخ (Eucalyptus erythrocorys)

کلاهک (به انگلیسی: Operculum) در گیاه‌شناسی ساختاری شبیه کلاه می‌باشد که در برخی از گیاهان گلدار، خزه‌ها و قارچ‌ها وجود دارد.

## گیاهان گل‌دار

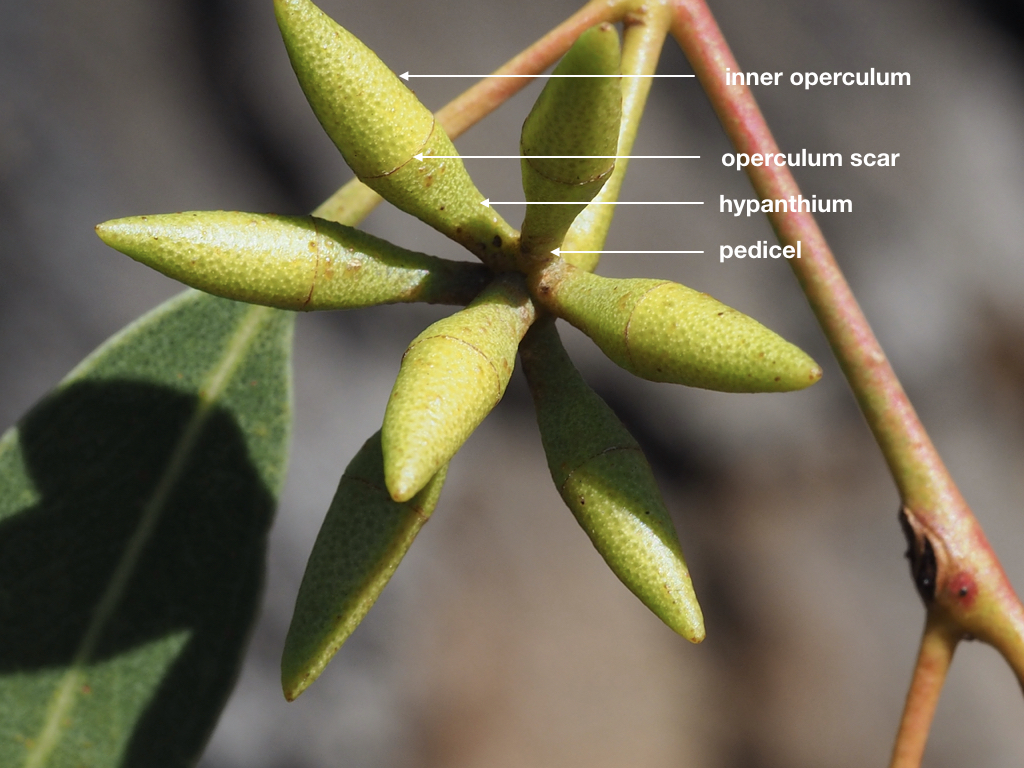
کلاهک و زخم آن در گیاه اکالیپتوس بلَکِلی (Eucalyptus blakelyi)

کلاهک که در گیاهان گل‌دار به آن کالیپترا (Calyptra) نیز گفته می‌شود، پوششی شبیه به کلاه یا «درپوش» گل یا میوه است که در بلوغ جدا می‌شود. کلاهک از هم آمیختگی کاسبرگ‌ها یا گلبرگ‌ها تشکیل می‌شود و معمولاً به‌صورت یک ساختار واحد با رشد گل یا میوه ریخته می‌شود. از این نام برای بافت پوششی ریشه‌ها، کلاهک ریشه نیز استفاده می‌شود.
در اوکالیپ‌ها (Eucalypt)، (از جمله اکالیپتوس و خون‌درخت‌ها و نه آنگوفورا) ممکن است دو حفره وجود داشته باشد، یک کلاهک خارجی که از هم آمیختگی کاسبرگ‌های متحد تشکیل شده و یک کلاهک داخلی که از هم آمیختن کاسبرگ‌ها تشکیل شده است. در آن صورت، در اوایل رشد جوانه، کلاهک بیرونی می‌افتد و در اطراف جوانه جای زخمی ایجاد می‌شود. در آن دسته از گونه‌ها که فاقد کلاهک خارجی هستند، جای زخم جوانه وجود ندارد. زمانی که پرچم‌ها رشد می‌کنند و گرده‌های خود را می‌ریزند، کلاهک داخلی درست قبل از گل دهی می‌افتد.
در بعضی از تک‌لپه‌ای، کلاهک ناحیه‌ای از اگزین است که دهانه گرده را می‌پوشاند.
در بارهنگ، کپسول دارای یک روزنه است که توسط یک کلاهک پوشانده شده است. هنگام ریزش کلاهک، بذر چسبناک است و توسط حیواناتی که با آن تماس می‌گیرند به راحتی حمل می‌شود.
گیاهان کوزه‌ای دارای یک کلاهک در بالای پارچ هستند که به‌منظور جلوگیری از ورود آب باران به داخل پارچ توسعه یافتند، که در غیر این صورت مایع گوارشی در پارچ رقیق می‌شود.

## خزه‌تباران
در خزه‌تباران، کالیپترا یک دریچه مامه‌دان بزرگ شده است که از کپسول حاوی هاگ‌رُست جنینی محافظت می‌کند. کالیپترا معمولاً قبل از رها شدن هاگ از کپسول از بین می‌رود. شکل کالیپترا را می‌توان برای اهداف شناسایی استفاده کرد.
هاگدان خزه‌ها معمولاً هنگام افتادن کلاهک یا درپوش آن باز می‌شود و یک حلقه از دندانه‌ها را که آزاد شدن هاگ‌ها را کنترل می‌کنند نشان می‌دهد.

## قارچ‌ها
در قارچ‌های کیسه‌ای دو نوع هاگ‌کیسه حامل هاگ جنسی وجود دارد، آنهایی که در بالای هاگ‌کیسه کلاهک دارند و آنها که ندارند.